# غم بو را
غيوم بو را (21 فبرایر 1961) ممثلة من كوريا الجنوبية . كان أول ظهور لها على شاشة التلفاز في عام 1978 كما أنها ممثلة سينمائية من عقد الثمانينات . إشتهرت بدور والده جونقوما بالتبني في مسلسل جوهرة القصر.

## روابط خارجية
- غم بو را على هانسينما

- Geum Bo-ra على قاعدة بيانات الأفلام الكورية
- غم بو را على موقع IMDb (الإنجليزية)
- غم بو را على موقع قاعدة بيانات الفيلم (الإنجليزية)
- Geum Bo-ra في هانسينما